# Aristide Bruant
Aristide Bruant (ur. 6 maja 1851, zm. 11 lutego 1925) – francuski piosenkarz, twórca kabaretowy, komediant oraz właściciel klubu nocnego. Najbardziej rozpoznawalnym wizerunkiem Bruanta, była jego podobizna w czerwonym szaliku oraz czarnym kapeluszu na plakacie zaprojektowanym przez Henri de Toulouse-Lautreca.

## Życiorys

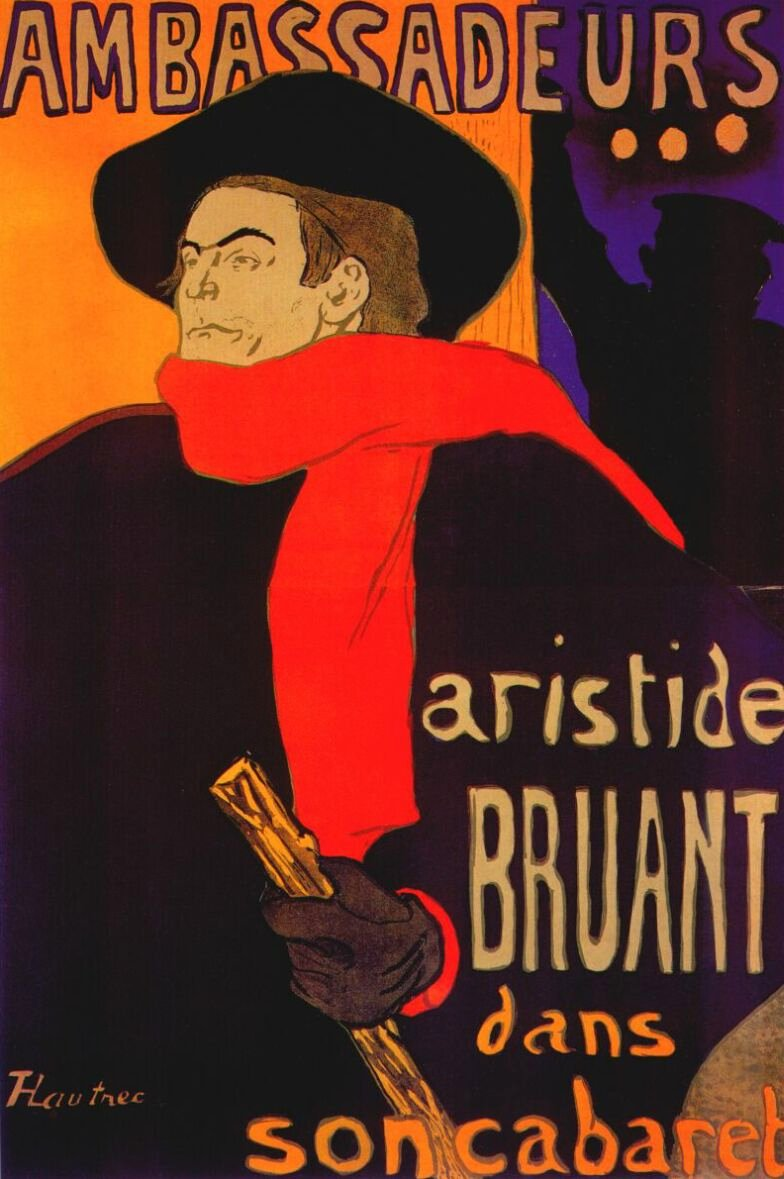
Aristide Bruant na plakacie zaprojektowanym przez Henri de Toulouse-Lautreca.

Aristide urodził się w 1851 roku w Courtenay jako Louis Armand Aristide Bruant. Po śmierci ojca w 1866 roku, Aristide opuścił rodzinny dom w poszukiwaniu zatrudnienia. W jego poszukiwaniu dotarł na Montmartre, dzielnicę Paryża. Tam zamieszkał wśród klasy robotniczej. Jednakże ze względu że Montmartre była dzielnicą artystów, Aristide z łatwością mógł ujawnić swój talent w jednym z kabaretów, teatrów lub barów. W jednym z podrzędnych lokali dostrzegł go Jules Jouy, lewicowy publicysta, autor satyrycznych piosenek politycznych, bywalec kabaretu Le Chat Noir, do którego to przyprowadził śpiewającego własne teksty Aristida.
Po niedługim czasie artysta ten stał się trubadurem ulicznic i rzezimieszków. W żargonie paryskich przedmieść, argot, śpiewał pełne współczucia pieśni o upokarzanych biedakach, żołnierzach z kompanii karnych, prostytutkach, tułaczach. Jednocześnie pełne gniewu słowa kierował przeciwko mieszczańskiej publiczności.Występował w słynnym czerwonym szalu i czarnym kapeluszu, co zainspirowało Henri de Toulouse-Lautreca do stworzenia plakatu promującego występ Aristide właśnie w jego tradycyjnym ubiorze. Wraz z rozwijającym się talentem Aristide szybko stał się jedną z gwiazd Montmartre. Wówczas przyjął on przydomek artystyczny Aristide Bruant.
W 1885 roku Aristide otworzył własny klub działający pod nazwą "Le Mirliton" w którym odgrywał role właściciela jak i sporadycznie występował w nim jako piosenkarz. Jako znany mistrz ceremonii, Aristide był często zapraszany na liczne bankiety w których występował jako komediant. 
Aristide Bruant zmarł w 1925 roku w Paryżu w wieku 74 lat. Jego ciało skremowano i pochowano na cmentarzu niedaleko rodzinnego Courtenay.